# Димитър Гръбчев
Димитър Стоянов Гръбчев е български офицер от Държавна сигурност (генерал-лейтенант).
Димитър Гръбчев е женен за Митка Гръбчева, която също е партизанка и служителка на ДС. Имат дъщеря Иванка Гръбчева, която е известен български режисьор и син Сокол Гръбчев, служител във Второ главно управление на ДС и в МВнР.

## Биография

### Ранни години
Димитър Гръбчев е роден на 6 ноември 1914 година в град Етрополе, Орханийско. Баща му работи през по-голямата част от живота си като разсилен, пожарникар и метач в София, като известно време членува в Националлибералната партия, но семейството му продължава да живее в Етрополе, където той притежава малка наследствена къща.
През 1928 година Гръбчев завършва прогимназия в Етрополе, след което заминава за София и постъпва в средно механо-електротехническо училище, където учи една година. През есента на 1929 година започва работа като чирак словослагател в печатницата „Ив. К. Божинов“, която напуска поради ниско заплащане. От септември 1930 година работи в печатницата „Немечек“, откъдето е уволнен и от февруари 1932 година постъпва в печатница „Съгласие“.

### Ранна политическа дейност
През пролетта на 1932 година Димитър Гръбчев участва в създаването на група на прокомунистическите Независими работнически професионални съюзи в печатница „Съгласие“ и малко след това става член на Работническия младежки съюз, младежката организация на Българската комунистическа партия (БКП). През август същата година участва в стачка в „Съгласие“, която завършва с успех, но той е уволнен заедно с няколко други активисти.
През ноември 1932 година Гръбчев започва работа в нелегална печатница „Сашо Кофарджиев“ на БКП – тя е организирана в откъсната къща в Подуяне, в която той живее заедно с двама други печатари. През февруари 1933 година печатницата спира работа поради опасения, че къщата е попаднала в полезрението на полицията и той е изпратен в Пловдив, където известно време работи в друга печатница на БКП, а през юни се връща в София. След това отива в Етрополе, където е арестуван на 26 август, тъй като е разкрита работата на печатницата в Подуяне. При следствието той разкрива и пловдивската печатница, след което е осъден на 5 години и 4 месеца затвор. Според бележка в полицейското му досие за него има материали у полицая Никола Гешев, но такива не са открити. Докато е в затвора първоначално е изключен от РМС за поведението си при следствието, но след това членството му е възстановено. Присъдата си излежава първо в Софийския, а след това в Плевенския затвор.
Димитър Гръбчев е освободен предсрочно от затвора на 29 юни 1937 година при масови помилвания по повод раждането на престолонаследника Симеон. След като прекарва няколко месеца в Етрополе, на 2 септември той отива в София, приет е за член на БКП и оглавява групата на комунистите в печатарския синдикат на Българския работнически съюз. От февруари 1938 година отбива военната си служба в 1-а трудова дружина в тухларна фабрика на Трудова повинност, където изкарва и ефрейторски курс. Докато е в казармата не извършва политическа дейност. Връща се в профсъюзите през есента на 1938 година, а от есента на 1939 година за няколко месеца е в организацията на РМС в Княжево. Арестуван за кратко през 1939 г., но освободен поради липса на доказателства. През този период работи в Придворната печатница, а от 1941 година в Университетската печатница, където е специалист по математически набор.
Гръбчев е отново арестуван е на 3 юли 1941 година, малко след началото на Съветско-германската война и антиправителствената активизация на БКП, и е изпратен в лагера „Гонда вода“ в Асеновградско, а след това в „Кръстополе“ в Ксантийско, където е близък с партийния функционер Руси Христозов. Освободен е на 20 ноември 1943 г. и отново започва работа в печатници – за кратко в печатница „Зорница“ и печатница „Камберов“, а от 2 януари отново подготвя математически набори в Университетската печатница. В края на февруари 1944 година е изпратен в Етрополе, за да създаде канал за връзка с Партизанския отряд „Чавдар“, но не успява да постигне нищо. На 13 април 1944 година се включва в Трънския партизански отряд, който малко след това е присъединен към Втора софийска народоосвободителна бригада, в която е батальонен командир. При последвалото няколко седмици по-късно поражение на бригадата при Добърско, Разложко, губи връзка с нея и в началото на август с включва в новосъздадения Рило-пирински партизански отряд, където участва в политическото му ръководство и в Жабокрекската акция.

### Първи години в Държавна сигурност
След Деветосептемврийския преврат от 1944 година Рило-пиринският партизански отряд отива в Разлог, откъдето Гръбчев веднага заминава за София. Той пристига там на 14 септември и е назначен от Георги Чанков в пропагандния отдел на областния комитет на БКП, но на 21 септември Енчо Стайков го прехвърля в отделение „А“ (политическата полиция) на Държавна сигурност. На 1 май 1947 година става е началник на отделение „Охрана“ в Държавна сигурност, което на 1 февруари 1948 година е трансформирано в отдел. През този период е наказван за „невъздържаност и превишаване на правата“, а служебните му характеристики отбелязват излишната му избухливост. От 28 септември 1947 г. е началник на отделение, а от 31 януари 1948 г. и началник на отдел V.
От 1949 Димитър Гръбчев е начело на Единадесети отдел (проучване и проследяване), а от 23 август 1950 година е началник на Четвърти отдел (стопански). По това време Държавна сигурност започва вътрешна проверка, насочена главно към дейността му преди Деветосептемврийския преврат, която е приключена едва през 1956 година, но изглежда не довежда до никакви последствия. На 20 януари 1952 година е върнат в Седмо управление „Безопасност и охрана“ като заместник-началник.

### Ръководител на УБО
От 15 май 1954 г. е началник на Седмо управление „Безопасност и охрана“. Според Христо Христов той е началник на управлението, по-късно реорганизирано в Управление безопасност и охрана (УБО), от 1950 година до смъртта си. На 7 септември 1965 година е повишен в звание генерал-лейтенант. От 22 януари 1968 година става заместник-председател на КДС.
Димитър Гръбчев умира от инфаркт на 2 септември 1968 година по време на туристически поход до връх Мургаш, в който участва и генералният секретар Тодор Живков.

## Военни звания
- полковник (29 април 1952)
- генерал-майор
- генерал-лейтенант (7 септември 1965)[19]

## Награди
- медал „За боева заслуга“
- орден „Червено знаме“ (2 пъти)
- орден „Народна република България“ II степен (2 пъти)
- орден „Народна република България“ I степен
- орден „9 септември 1944“ III степен
- орден „Народна свобода 1941 – 1944“ II степен
- орден „Гражданска заслуга“ V степен (два пъти)
- медал за прослужени години в МВР I и II степен
- „Почетна значка на МВР“